# Flores (Los Santos)
Flores es un corregimiento ubicado en el distrito de Tonosí en la provincia panameña de Los Santos. En el año 2010 tenía una población de 664 habitantes y una densidad poblacional de 6,3 personas por km².

## Geografía física
De acuerdo con los datos del INEC el corregimiento posee un área de 105,0 km².

## Demografía
De acuerdo con el censo del año 2010, el corregimiento tenía una población de unos 664 habitantes. La densidad poblacional era de 6,3 habitantes por km². 